# (1123) Shapleya
(1123) Shapleya es el asteroide número 1123 perteneciente al cinturón principal de asteroides. Fue descubierto por el astrónomo Grigori Nikoláievich Neúimin desde el observatorio de Simeiz el 21 de septiembre de 1928. Su designación alternativa es 1928 ST. Está nombrado en honor de Harlow Shapley (1885-1972), astronómo estadounidense y director del observatorio Harvard.
Shapleya forma parte de la familia asteroidal de Flora.